# Глацкий диалект

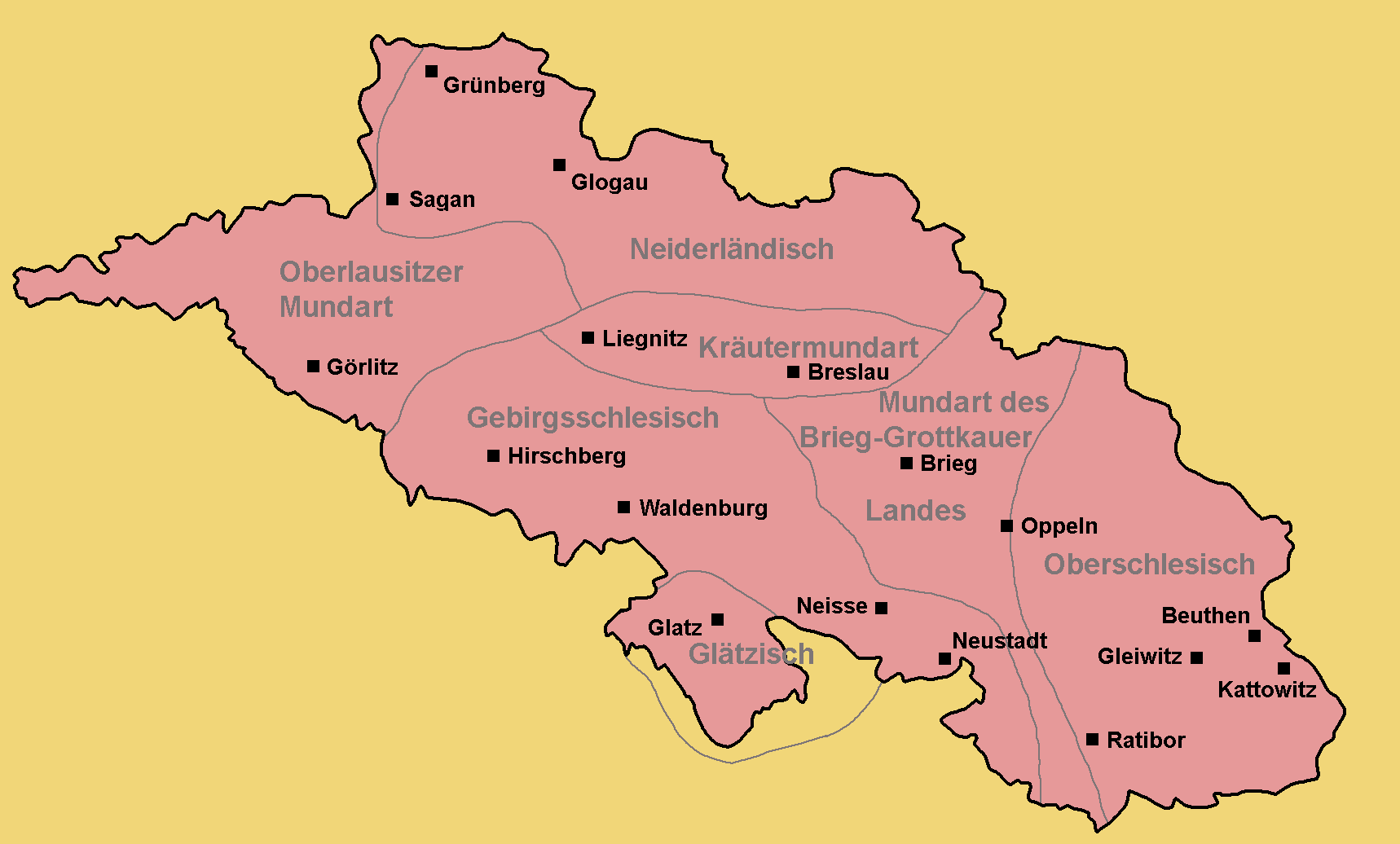
Силезские диалекты

Глацкий диалект (нем. Glätzische Dialekt, Glätzisch, самоназв. Gleetzisch, Pauersch) — силезский диалект восточносредненемецкой диалектной области немецкого языка, локально используемый в Польше (бывшее графство Глац) и Чехии (Богемия). Возник на основе говоров переселенцев из Тюрингии и Франконии, колонизовавших в XIII веке территории Силезии и Глацкой долины.
Глацкий диалект распадается на два поддиалекта:
- Североглацкий (нем. Nordglätzisch) — распространён в польских городах Нова-Руда и Клодзко, а также в чешском Броумове и Орлицких горах.
- Южноглацкий (нем. Südglätzisch) — распространён в польском городе Быстшица-Клодзкая, на севере Орлицких гор, а также в окрестностях чешских городов Кралики и Есеник на границе с Моравией.

Характерные формы приветствия и прощания:
- Gude Marja — Guten Morgen;
- Guda Mettich — Guten Tag (Mittag);
- Gude Oomd — Guten Abend;
- Bleit mer ock ei Goots Noama — Bleibt mir in Gottes Namen.